# Henrietta Leavitt
Henrietta Swan Leavitt (Lancaster, Massachusetts, 4. srpnja 1868. – Cambridge, Massachusetts, 12. prosinca 1921.) bila je američka astronomkinja.
Završila je studij astronomije na sveučilištu Radcliffe, i samo godinu dana kasnije, 1893., se zaposlila na opservatoriju sveučilišta Harvarda gdje je nastavila svoj znanstveni rad. 

## Znanstveni doprinos
Najvažniji doprinos astronomiji ostvarila je analizirajući fotografske ploče Malog Magellanova oblaka u sklopu kojih je proučavala promjenjive zvijezde vrste cefeida - kojima se sjaj pravilno mijenja s periodom, te je zaključila da postoji uzajamna ovisnost između sjaja zvijezde i perioda promjene prividne zvjezdane veličine. Ovo se pravilo moglo primjenjivati i na vrlo udaljene cefeide čiji se period zabilježi a potom se preko prividne i apsolutne zvjezdane veličine pronađe udaljenost zvijezde i približna udaljenost svih objekata u njezinoj blizini (primjerice galaksiji). Tek 1952. se otkrilo da postoje dvije vrste cefeida koje imaju različite ovisnosti period - luminozitet što je do tada izazivalo greške u mjerenju.
Njoj u čast su nazvani asteroid i krater na Mjesecu.